# أنو افليس
أنو افليس أو أحيانًا هوة أنو إيفليس أو أنو نيفيس (تُرجمت بالفرنسية باسم Gouffre du Léopard كهف النمر(1))، هو كهف حفرة في ولاية البويرة، في الجزء الشمالي من سلسلة جبال جرجرة في الجزائر. في عام 2015، كان لا يزال أعمق فجوة في إفريقيا مع انخفاضه الرأسي المقدر بـ1 170 متر استكشفته بعثة فرنسية جزائرية في عام 1983.

## السياق الجيولوجي
يعد أنو افليس، وكذلك أنو بوسويل المجاور (- 805 متر)، هما بالوعتين على منطقة النقل الرأسي للمياه الجوفية في الكتلة الصخرية.

## موقع
يقع مدخل أنو افليس (الاسم المستعار D3 ) على حافة المنخفض الكبير لرأس تميدوين ، باتجاه الشرق والغرب ، تحت قمم Akouker.

## وصف
يفتح المدخل على ارتفاع 2 150 معن طريق ممر رأسي ضيق بين الكتل. بعد بضعة أمتار من خفض التصعيد ، تصل إلى قمة أول ممر ضيق بمنحدر شديد الانحدار.
تعد الأمتار القليلة الأولى من التجويف صعبة بل وتشجع على التراجع. يصبح المحيط في قاع البئر بعمق 90 م (P90) ، مختلفًا ، وتوفر غرفة الانهيار الكبيرة العديد من الاحتمالات للتقدم.
هذه الهوة ذات طبيعة مركبة، أي أنها تجمع بين أشكال مختلفة من الحفر حسب العمق. من 0 إلى 210 م، يشبه الكهف هوة تكتونية غير نشطة (بدون تدفق دائم) أعيد تشكيلها قليلاً بالتدفقات، مما يؤدي إلى حدوث تضيقات وآبار وفوالق.
يعد P90 (انظر أعلاه) هو في الواقع فراغ داخلي كبير بسبب تخفيف الضغط عن الكتلة الصخرية واستغلالها في وقت واحد عن طريق الانحلال والانهيار. من - 210 م إلى - 975 م، تلتقي على التوالي:
- معرض متعرج 300 م (من - 210 م إلى - 300 م)، بشكل عام معاير بشكل جيد ومزين ببعض الشقوق الرأسية. ينضم تيار قادم من أنهار سلسلة جبال Akouker إلى المسار.
- تعاقب آبار فوالق كبيرة من - 300 م إلى - 800 م، حيث يتدفق التيار. ترتبط مورفولوجيا الآبار ارتباطًا وثيقًا بالاسترخاء القوي للكتلة الصخرية.
- يظهر مجمع مياه حوالي - 920 م. يواجه التيار - 210 م هنا تدفقًا كبيرًا من 10 لترات في الثانية إلى تدفق منخفض، والذي يدور في قناة متتالية.
- قسم متعرج يتناوب مع البرك العميقة والقدور والشلالات الصغيرة.

### ترسبات الهوة
تلتقي أنواع مختلفة من الحشوات والخرسانة الرسوبية على طول المسار.
- تدفقات الصواعد المتآكلة بشدة (تعرج -250 م)
- بقع طينية من صنف جلد النمر على جميع الجدران بين -180 م و -530 م ؛ وهي التي ألهمت اسم الهوة.
- رواسب وفيرة من الحصى والرمال في تعرج -250 م).

تشير هذه المؤشرات إلى مراحل التدفق الرئيسية (التآكل الميكانيكي الملحوظ) والتحميل غير القابل للجدل (بقع الطين).

## الهوامش
- 1:حسب بعض المصادر Iffis تعني ضبع مرقط بجرجرة وليس النمر (cf. Le gouffre du Léopard 2)